# Man of Constant Sorrow
Man of Constant Sorrow este un cântec popular american, interpretat prima oară în 1913, de Dick Burnett, un violonist parțial orb din Kentucky.
A fost reinterpretat, cu variațiuni, de Stanley Brothers, Bob Dylan, Waylon Jennings, Rod Stewart și mulți alții.
Cântecul apare în filmul O Brother, Where Art Thou? (2000), cu titlul „I Am A Man Of Constant Sorrow”, interpretat de fictivii „The Soggy Bottom Boys”, în realitate fiind cântat de Dan Tyminski, Harley Allen, și Pat Enright. În film devine un hit, mai apoi devenind hit și în realitate, obținând premiul „Single of the Year” de la „Country Music Association” și ajungând pe locul 35 în Billboard Hot Country Songs.